# Borgo a Mozzano
Borgo a Mozzano é uma comuna italiana da região da Toscana, província de Lucca, com cerca de 7.354 habitantes. Estende-se por uma área de 72 km², tendo uma densidade populacional de 102 hab/km². Faz fronteira com Bagni di Lucca, Capannori, Coreglia Antelminelli, Fabbriche di Vallico, Gallicano, Lucca, Pescaglia, Villa Basilica.

## Demografia
| Variação demográfica do município entre 1861 e 2011                               |
|                                                                                   |
| Fonte: Istituto Nazionale di Statistica (ISTAT) - Elaboração gráfica da Wikipedia |